# Placodoma
Placodoma is een geslacht van vlinders van de familie van de zakjesdragers (Psychidae).

## Soorten
- Placodoma anatolica Sobczyk, 2013
- Placodoma armeniaca Sobczyk, 2013
- Placodoma brandbergensis Sobczyk & Mey, 2007
- Placodoma calpella Sobczyk, 2013
- Placodoma eberti Arnscheid, 2020
- Placodoma falkenbergi Arnscheid, 2020
- Placodoma fulva Sobczyk & Mey, 2007
- Placodoma gaedikei Sobczyk, 2013
- Placodoma haettenschwileri Sobczyk, 2013
- Placodoma minima Sobczyk, 2013
- Placodoma mustapha Sobczyk, 2013
- Placodoma oasella Chrétien, 1915
- Placodoma palaestinella (Rebel, 1902)
- Placodoma praeclara Sobczyk, 2013
- Placodoma pseudoragonoti Sobczyk, 2013
- Placodoma ragonoti (Rebel, 1901)
- Placodoma sobczyki Arnscheid, 2020
- Placodoma subaquila Sobczyk, 2013
- Placodoma tifrit Sobczyk, 2013
- Placodoma veletaella Sobczyk, 2013
- Placodoma vista Mey, 2011
- Placodoma wernoi Sobczyk, 2013
- Placodoma yemenella Sobczyk, 2013